# Richard Ali
Pour les articles homonymes, voir Ali.
Ne doit pas être confondu avec Richard Ali A Mutu.
Richard Ali,né le 3 septembre 1984 à Kano, au Nigéria, est un écrivain, avocat et éditeur nigérian, cofondateur de Parrésia Publishers, une maison d'édition basée à Lagos, avec Helon Habila, Onyeka Nwelue, Chika Unigwe et Abubakar Adam Ibrahim, et autres voix continentales.

## Parcours
Richard est allé vivre à Jos, au Nigéria, en 1988, où il a étudié jusqu'à la fin de ses études secondaires. Il a été admis dans le Programme de droit civil à l'université Ahmadu-Bello, Zaria, en 2001 et a été admis au barreau en 2010 en tant qu'avocat puis à la Cour suprême du Nigéria.
En 2003, il est nommé rédacteur en chef de Sardauna Magazine, alors qu'il était encore étudiant à l'université Ahmadu-Bello. Il est également secrétaire du comité de l'Association nationale des étudiants nigérians sur l'harmonie interreligieuse et la paix sur les campus de 2003 à 2004, rédacteur en chef de Sentinel Nigeria, un magazine électronique trimestriel, pour 14 numéros de 2008 à 2013. Lors de la convention internationale de 2011 de l'Association des auteurs nigérians, il est élu secrétaire à la publicité ( Nord ) et a servi pendant deux mandats d'une durée de deux ans.
En 2011, il a cofondé Parrésia Publishers avec Azafi Omoluabi-Ogosi, pour créer une nouvelle plateforme de publication pour les voix africaines, et est depuis lors directeur général de la société. Il est membre fondateur de la Jalada Writers Cooperative basée à Nairobi, membre du conseil d'administration de la Babishai Niwe Poetry Foundation  de l'Ouganda et a participé à plusieurs événements littéraires à travers le monde, y compris la Foire du livre de Francfort, la Foire du livre d'Abu Dhabi, le Writivism Festival et le Aké Arts and Book Festival et fut juge pour le concours BN Poetry Award 2014 et 2015 et le concours d'anthologie de nouvelles Huza Press au Rwanda en 2015.
Sa poésie et ses nouvelles sont largement publiées, notamment dans Jalada, Enkare Review, Saraba Magazine et Okike Journal. Il est finaliste au Concours John la Rose Short Story 2008.
Ali est rédacteur en chef de ANA Review, journal de l'Association des auteurs nigérians, de 2013 à 2016.

## Œuvres

### Essais
- (2015) " Musique rebelle et pays africain ", publié dans Jalada Afrofutures, Nairobi[9].
- (2015) " L'ère de Buhari - Régicide et la jeunesse post-ethnique ", publié à Mantle, New York.
- (2016) « L'arabe comme pont vers le reste de l'Afrique », publié dans Jalada[10].

### Publications
- (2012) Ville des souvenirs, un roman[11]
- (2014) ANA Review, éd[8].
- (2015) ANA Review, éd[8].
- (2016) ANA Review, éd[8].

### Critique
Conflit post-colonial en Afrique: une étude de la ville des souvenirs de Richard Ali
Symptômes de traumatisme à « l'ère du fer » : (Se) Guérir la psyché nationale dans la ville des souvenirs de Richard Ali

## Entrevues
- Emmanuel Iduma interviewe Richard Ali pour The Mantle: Gambit[14]
- Bwesigye bwa Mwesigire interviewe Richard Ali pour This is Africa[4]
- Valentina Mmaka Acava interviewe Richard Ali pour Auteurs en Afrique[15]